# 阿方斯群島

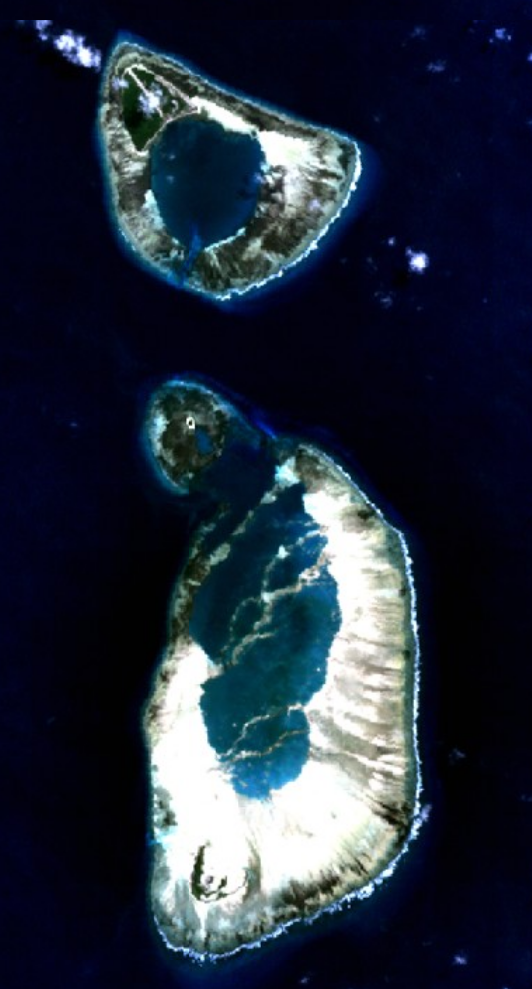

阿方斯群島是東非國家塞舌爾的群島，位於首都維多利亞西南403公里的印度洋南部，由阿方斯環礁和聖弗朗索瓦環礁組成，土地總面積少於2平方公里。

## 外部連結
- Indian Ocean Pilot

7°05′S 52°44′E / 7.083°S 52.733°E